# Via Rail Canada
Via Rail Canada (også Via, Via Rail og VIA Rail Canada, udtales /ˈviə/) er det statslige jernbaneselskab til persontransport i Canada. 
Via Rail har 497 togafgange om ugen i otte canadiske provinser (Newfoundland and Labrador og Prince Edward Island er ikke dækket) på 12.500 kilometer jernbanespor, hvoraf næsten alle er ejet og administreres af CN Rail.  Via Rail har årligt omkring 4,1 millioner passagerer, med størstedelen på ruter i Quebec City–Windsor Corridor.

## Ruter og forbindelser

### The Corridor (Windsor–Quebec City)
Togene i Vias Corridor kører fra Windsor, Ontario, i vest gennem det sydlige Ontario til det sydvestlige Quebec til Quebec City.  I området er der den største koncentration af Via-tog.  Omkring 90 procent af Vias indtægter og passagertal kommer fra denne korridor.

#### Toronto–Montreal
På Vias Toronto–Montreal-strækning kører der fem-seks daglige tog, med en daglig (søndag undtaget) lyntogsafgang klokken 17.00 fra begge byer.  Rejsetiden er afhængig af toget, klokken 17-lyntogene (tog 66 og 67) gennemkører strækningen på cirka 4 timer og 45 minutter, mens de efterfølgende tog med afgang klokken 18.20 fra Toronto (tog 68) og 18.35 fra Montreal (tog 69) bruger 5 timer og 38 minutter.  Det første morgentog i hver retning, samt lyntogene, er de eneste som har en cafévogn (kun for rejsende på businessklasse).
Lyntoget standser kun i Oshawa og Dorval, mens togene 68 og 69 standser ved de fleste stationer mellem disse to større byer.  Selv om Toronto–Montreal-strækningen er dobbeltsporet hele vejen (sjældent i Canada), har det store antal godstog på strækningen i de senere år betydet en forringet rettidighed for persontogene.  En af årsagerne er at Canadian National opgav sin strækning fra Pembroke til North Bay i 1990'erne, hvorfor godstog mellem det vestlige Canada og Montreal og længere mod øst nu anvender Toronto–Montreal-strækningen.
Via har siden 2009 sammen med Canadian National arbejdet på at anlægge et tredje spor på dele af strækningen.   De 66 kilometer spor forventes at kunne tages i brug i slutningen af 2012, og vil med tiden forøge rettigigheden og forkorte rejsetiden med op til 30 minutter.

#### Ottawa–Montreal
Vias tog mellem National Capital (hovedstadsområdet) og Montreal kører forholdsvis ofte hver dag med tidlige afgange, men på trods af den forholdsvis korte afstand mellem byerne, er den sidste afgang klokken 18.00.  Rejsetiden svinger mellem 105 og 130 minutter, med standsninger i Alexandria og Dorval.  Siden maj 2010 er rejsetiderne dog blevet forkortet.  Selv om der er færre passagerer på strækningen, end på strækningen Toronto–Montreal, benytter Via stadig tildelte vogne, hvilket vil sige at der sandsynligvis er tomme vogne, mens andre er fyldte med passagerer.

### Langdistance

#### Toronto–Vancouver
Strækningen Toronto–Vancouver kaldes The Canadian (Canadieren) af Via Rail, efter et berømt Canadian Pacific-tog, der kørte i årene 1955 til 1978, men navnet er misvisende, da Vias rute benytter den mere nordlige Canadian National-rute, frem for Canadas første transkontinentale historiske hovedbane.  Dermed betjener den nuværende strækning ikke byerne Montreal, Ottawa, Thunder Bay, Calgary og Banff.  Rejsetiden er næsten 87 timer mellem Toronto og Vancouver, hvilket betyder at passagererne tilbringer fire nætter på toget.  Det oprindelige Canadian-tog tilbagelagde den 4.492 kilometer lange strækning på omkring 68 timer.  Pr. november 2012 blev antallet af ugentlige afgange reduceret fra tre til to i hver retning i vintersæsonen.

#### Montreal–Halifax
Toget på strækningen Montreal–Halifax er kendt som Ocean (Havet), og har stort set benytte samme strækning siden 1903, hvilket gør det til et af verdens ældste navngivne tog.  Det benytter den tidligere Intercolonial Railway, der blev anlagt af den føderale regering, som en af betingelserne for at provinserne New Brunswick og Nova Scotia blev en del af Canada.  Under begge verdenskrige har strækningen til Halifax haft afgørende betydning for Canadas krigsindsats.  Ocean tilbagelægger 1.350 kilometer på 21 timer.  Pr. november 2012 er antallet af ugentlige afgange reduceret fra seks til tre om ugen i hver retning.

### Oversigt
Vias ruter i Canada.
| Rute                       | Større stationer | Hyppighed                                                        | Tognr.     | Betjening                                                    | Forbindelse til                                                                  |
| -------------------------- | --- | ---------------------------------------------------------------- | ---------- | ------------------------------------------------------------ | -------------------------------------------------------------------------------- |
| Canadian                   | Toronto, Sudbury, Hornepayne, Sioux Lookout, Winnipeg, Saskatoon, Edmonton, Jasper, Kamloops, Vancouver                                                         | To pr. uge fra oktober til april Tre pr. uge fra maj til oktober | 1 og 2     | Økonomi, bagagevogn, sovevogn (Sleeper Touring)              | Washago, Sudbury (Downtown), Oba, Portage la Prairie, Jasper, Mission            |
| Ocean                      | Halifax, Truro, Moncton, Campbellton, Montreal, Jacquet River, Bathurst                                                                                         | Tre pr. uge                                                      | 14 og 15   | Økonomi, sovevogn (Sleeper, Sleeper Touring)                 |                                                                                  |
| Montreal–Gaspé (tog)       | Gaspé, Percé, Rimouski, Montreal | Tre pr. uge                                                      | 16 og 17   | Økonomi, sovevogn                                            |                                                                                  |
| Montreal–Senneterre (tog)  | Senneterre, Montreal | Tre. pr. uge                                                     | 603 og 606 | Økonomi                                                      | Hervey                                                                           |
| Montreal–Jonquière (tog)   | Jonquière, Montreal | Tre. pr. uge                                                     | 600 og 602 | Økonomi                                                      | Hervey                                                                           |
| Sudbury–White River (tog)  | Sudbury (Downtown), Cartier, Chapleau, White River | Tre. pr. uge                                                     | 185 og 186 | Økonomi, bagagevogn                                          | Sudbury Jct, Franz                                                               |
| Winnipeg–Churchill (tog)   | Winnipeg, Dauphin, Canora, The Pas, Thompson, Gillam, Churchill                                                                                                 | To pr. uge                                                       | 692 og 693 | Økonomi, sovevogn                                            | Portage la Prairie, The Pas                                                      |
| Jasper–Prince Rupert (tog) | Jasper, Prince George, Prince Rupert | Tre pr. uge                                                      | 5 og 6     | Økonomi, touring                                             |                                                                                  |
| Corridor                   | Montreal–Ottawa, Montreal–Quebec City, Toronto–Kingston-Montreal, Toronto–Niagara Falls, Toronto–Kingston-Ottawa, Toronto–London-Sarnia, Toronto–London-Windsor | 30 på hverdage 22 på lørdage 24 på søndage                       |            | Materielafhængigt, de fleste har økonomi- og businessklasser | London, Aldershot, Oakville, Georgetown, Brampton, Guildwood, Oshawa, Brockville |

Siden 2009 er kun Canadian og Ocean navngivet, mens de øvrige tog omtales efter deres strækningsnavne.  På nogle daglige ruter er der færre afgange og andre tider, og dermed andre tognumre.
Internationale forbindelser sker i samarbejde med Amtrak i USA med toget Maple Leaf, der kører mellem Penn Station i New York og Union Station i Toronto via Albany og Buffalo.  Desuden kører Amtrak alene toget Adirondack mellem Gare Centrale i Montreal og Penn Station i New York, mens   Amtraks Cascades kører mellem Vancouver i British Columbia og Seattle i Washington.
Ontario Northland Railway, Algoma Central Railway og Keewatin Railway Company har forbindelsestog; blandt andre:
| Rute               | Større stationer                                                                          | Hyppighed    | Tognr.     | Betjening                      | Forbindelse i     |
| ------------------ | ----------------------------------------------------------------------------------------- | ------------ | ---------- | ------------------------------ | ----------------- |
| Northlander        | Toronto, Washago, Gravenhurst, Bracebridge, Huntsville, North Bay, New Liskeard, Cochrane | Seks pr. uge | 697 og 698 | Økonomi, spisevogn             | Washago, Cochrane |
| Polar Bear Express | Cochrane, Fraserdale, Coral, Moose River, Moosonee                                        | Fem pr. uge  | 421 og 422 | Økonomi, bagagevogn, spisevogn | Cochrane          |
| Algoma Central     | Sault Ste. Marie, Searchmont, Hawk Junction, Dubreuilville, Hearst                        | Tre pr. uge  | 631 og 632 | Økonomi, bagagevogn, touring   | Franz, Oba        |
| Keewatin Railway   | The Pas, Cranberry Portage, Pukatawagan                                                   | To pr. uge   | 290 og 291 | Økonomi, bagagevogn            | The Pas           |

## Ekstern henvisning
- Wikimedia Commons har flere filer relateret til Via Rail Canada